# Campeonato de División Superior de Fútbol Aficionado 1965
El Campeonato de Primera Aficionados 1965 fue la décima quinta temporada del certamen de la cuarta categoría del fútbol argentino. Se disputó entre el 8 de mayo y el 23 de diciembre de 1965.
Los nuevos participantes fueron los equipos afiliados esa temporada: Atlas y Luz y Fuerza. A su vez, antes del comienzo del torneo se habían desafiliado Muñiz y Pilar.
El certamen consagró campeón por primera vez a General Mitre, que obtuvo el único ascenso de la temporada.

## Ascensos y descensos
| \| Pos. \| Ascendidos de la Primera Aficionados 1964 \| \| ---- \| ----------------------------------------- \| \| 1º \| Arsenal de Llavallol \| |                                           |
| Pos. | Ascendidos de la Primera Aficionados 1964 |
| 1º | Arsenal de Llavallol                      |

| Equipos Afiliados |
| ----------------- |
| Atlas             |
| Luz y Fuerza      |

| Equipos desafiliados |
| -------------------- |
| Muñiz                |
| Pilar                |

## Formato
Los equipos se dividieron en dos zonas, una de 11 y otra de 10 equipos, en las cuales se enfrentaron bajo el sistema de todos contra todos a 2 ruedas. Los cuatro equipos mejor ubicados de cada zona clasificaron a un torneo octogonal final.
En el octogonal se enfrentaron bajo el sistema de todos contra todos a una sola rueda. El equipo con mayor puntaje se consagró campeón y obtuvo el ascenso.
No hubo otros ascensos ni desafiliaciones.

## Equipos participantes
| Equipo                   | Ciudad          | Estadio               |
| ------------------------ | --------------- | --------------------- |
| 9 de Julio               | Merlo           | No posee              |
| Acassuso                 | San Isidro      | No posee              |
| Atlas                    | Buenos Aires    | No posee              |
| Central Argentino        | San Martín      | Central Argentino     |
| Centro Español           | Villa Sarmiento | Güemes y Rivadavia    |
| Defensores de Almagro    | Buenos Aires    | No posee              |
| Defensores de Corrientes | Buenos Aires    | No posee              |
| Deportivo Paraguayo      | Buenos Aires    | No posee              |
| Ferrocarril Midland      | Libertad        | Ciudad de Libertad    |
| General Lamadrid         | Buenos Aires    | General Lamadrid      |
| General Mitre            | Sarandí         | No posee              |
| General San Martín       | Avellaneda      | No posee              |
| Ituzaingó                | Ituzaingo       | Pacheco y Acosta      |
| Juventud de Bernal       | Bernal          | Caseros y Almafuerte  |
| Juventud Unida           | San Miguel      | Sarmiento y Azcuénaga |
| La Paternal              | Buenos Aires    | No posee              |
| Luz y Fuerza             | Villa Udaondo   | No posee              |
| Macabi                   | Buenos Aires    | No posee              |
| Piraña                   | Buenos Aires    | No posee              |
| Tristán Suárez           | Tristán Suárez  | Moreno y Fariña       |
| Victoriano Arenas        | Valentín Alsina | Saturnino Moure       |

### Distribución geográfica de los equipos
| Región                 | Cant. | Equipos |
| ---------------------- | ----- | --- |
| Conurbano bonaerense   | 13    | 9 de Julio, Acassuso, Central Argentino, Centro Español, Ferrocarril Midland, General Mitre, General San Martín, Ituzaingó, Juventud de Bernal, Juventud Unida, Luz y Fuerza, Tristán Suárez y Victoriano Arenas |
| Ciudad de Buenos Aires | 8     | Atlas, Defensores de Almagro, Defensores de Corrientes, Deportivo Paraguayo, General Lamadrid, La Paternal, Macabi y Piraña                                                                                      |

## Tablas de posiciones

### Zona Sur
| Pos. | Equipo                | Pts. | PJ | PG | PE | PP | GF | GC | Dif. |
| ---- | --------------------- | ---- | -- | -- | -- | -- | -- | -- | ---- |
| 1.º  | Piraña                | 34   | 20 | 15 | 4  | 1  | 64 | 26 | 38   |
| 2.º  | General Mitre         | 30   | 20 | 14 | 2  | 4  | 44 | 17 | 27   |
| 3.º  | Tristán Suárez        | 28   | 20 | 12 | 4  | 4  | 45 | 29 | 16   |
| 4.º  | Luz y Fuerza          | 24   | 20 | 9  | 6  | 5  | 44 | 25 | 19   |
| 5.º  | Macabi                | 22   | 20 | 9  | 4  | 7  | 35 | 38 | −3   |
| 6.º  | Victoriano Arenas     | 20   | 20 | 9  | 2  | 9  | 32 | 42 | −10  |
| 7.º  | General Lamadrid      | 16   | 20 | 5  | 6  | 9  | 40 | 46 | −6   |
| 8.º  | Defensores de Almagro | 14   | 20 | 4  | 6  | 10 | 27 | 42 | −15  |
| 9.º  | Juventud de Bernal    | 14   | 20 | 5  | 4  | 11 | 45 | 46 | −1   |
| 10.º | General San Martín    | 13   | 20 | 5  | 3  | 12 | 25 | 57 | −32  |
| 11.º | Deportivo Paraguayo   | 5    | 20 | 2  | 1  | 17 | 27 | 60 | −33  |

|  | Clasificó al Torneo Octogonal Final por el campeonato |

### Zona Norte
| Pos. | Equipo                   | Pts. | PJ | PG | PE | PP | GF | GC | Dif. |
| ---- | ------------------------ | ---- | -- | -- | -- | -- | -- | -- | ---- |
| 1.º  | Centro Español           | 27   | 18 | 12 | 3  | 3  | 50 | 21 | 29   |
| 2.º  | Ferrocarril Midland      | 27   | 18 | 11 | 5  | 2  | 52 | 19 | 33   |
| 3.º  | La Paternal              | 24   | 18 | 10 | 4  | 4  | 35 | 29 | 6    |
| 4.º  | Juventud Unida           | 21   | 18 | 9  | 3  | 6  | 46 | 27 | 19   |
| 5.º  | Acassuso                 | 20   | 18 | 7  | 6  | 5  | 39 | 22 | 17   |
| 6.º  | Central Argentino        | 19   | 18 | 7  | 5  | 6  | 37 | 33 | 4    |
| 7.º  | Ituzaingó                | 16   | 18 | 6  | 4  | 8  | 34 | 34 | 0    |
| 8.º  | Defensores de Corrientes | 15   | 18 | 6  | 3  | 9  | 28 | 42 | −14  |
| 9.º  | Atlas                    | 8    | 18 | 3  | 2  | 13 | 18 | 45 | −27  |
| 10.º | 9 de Julio               | 3    | 18 | 1  | 1  | 16 | 15 | 82 | −67  |

|  | Clasificó al Torneo Octogonal Final por el campeonato |

## Resultados

### Zona Sur
| General Lamadrid   | 1 - 2 | Piraña                | General Lamadrid     | 8 de mayo |
| General Mitre      | 1 - 0 | Luz y Fuerza          | El Viaducto          | 8 de mayo |
| Juventud de Bernal | 4 - 1 | Defensores de Almagro | Caseros y Almafuerte | 8 de mayo |
| Tristán Suárez     | 2 - 0 | Deportivo Paraguayo   | Moreno y Fariña      | 8 de mayo |
| Victoriano Arenas  | 2 - 1 | Macabi                | La Estancia          | 8 de mayo |

| Defensores de Almagro | 1 - 3 | Tristán Suárez     | Concepción Arenal    | 15 de mayo |
| Deportivo Paraguayo   | 0 - 3 | General Mitre      | Caseros y Almafuerte | 15 de mayo |
| Luz y Fuerza          | 1 - 1 | General San Martín | De Los Inmigrantes   | 15 de mayo |
| Macabi                | 1 - 0 | General Lamadrid   | Pampa y Miñones      | 15 de mayo |
| Piraña                | 3 - 1 | Juventud de Bernal | Riestra y Lacarra    | 15 de mayo |

| General Lamadrid   | 0 - 0 | Victoriano Arenas     | General Lamadrid       | 23 de mayo |
| General Mitre      | 1 - 0 | Defensores de Almagro | El Viaducto            | 23 de mayo |
| General San Martín | 2 - 1 | Deportivo Paraguayo   | Lacarra y Barros Pazos | 23 de mayo |
| Juventud de Bernal | 3 - 3 | Macabi                | Caseros y Almafuerte   | 23 de mayo |
| Tristán Suárez     | 3 - 4 | Piraña                | Moreno y Fariña        | 23 de mayo |

| Defensores de Almagro | 0 - 1   | General San Martín | Concepción Arenal    | 30 de mayo |
| Deportivo Paraguayo   | 1 - 6   | Luz y Fuerza       | Caseros y Almafuerte | 30 de mayo |
| Macabi                | 0 - 2   | Tristán Suárez     | Pampa y Miñones      | 30 de mayo |
| Piraña                | 2 - 1   | General Mitre      | Riestra y Lacarra    | 30 de mayo |
| Victoriano Arenas     | GP - PP | Juventud de Bernal | La Estancia          | 30 de mayo |

| General Mitre      | 3 - 1 | Macabi                | El Viaducto            | 5 de junio |
| General San Martín | 1 - 4 | Piraña                | Lacarra y Barros Pazos | 5 de junio |
| Luz y Fuerza       | 1 - 2 | Defensores de Almagro | De Los Inmigrantes     | 5 de junio |
| Juventud de Bernal | 2 - 5 | General Lamadrid      | Caseros y Almafuerte   | 5 de junio |
| Tristán Suárez     | 3 - 1 | Victoriano Arenas     | Moreno y Fariña        | 5 de junio |

| Defensores de Almagro | 2 - 0 | Deportivo Paraguayo | Estudiantes (BA)  | 12 de junio |
| General Lamadrid      | 1 - 3 | Tristán Suárez      | General Lamadrid  | 12 de junio |
| Macabi                | 4 - 0 | General San Martín  | Pampa y Miñones   | 12 de junio |
| Piraña                | 2 - 2 | Luz y Fuerza        | Riestra y Lacarra | 12 de junio |
| Victoriano Arenas     | 0 - 2 | General Mitre       | La Estancia       | 12 de junio |

| Deportivo Paraguayo | 0 - 4 | Piraña             | Caseros y Almafuerte   | 19 de junio |
| General Mitre       | 4 - 2 | General Lamadrid   | El Viaducto            | 19 de junio |
| General San Martín  | 3 - 1 | Victoriano Arenas  | Lacarra y Barros Pazos | 19 de junio |
| Luz y Fuerza        | 4 - 1 | Macabi             | De Los Inmigrantes     | 19 de junio |
| Tristán Suárez      | 1 - 1 | Juventud de Bernal | Moreno y Fariña        | 19 de junio |

| General Lamadrid   | 3 - 3 | General San Martín    | General Lamadrid     | 26 de junio |
| Juventud de Bernal | 0 - 1 | General Mitre         | Caseros y Almafuerte | 26 de junio |
| Macabi             | 2 - 1 | Deportivo Paraguayo   | Pampa y Miñones      | 26 de junio |
| Piraña             | 3 - 3 | Defensores de Almagro | Riestra y Lacarra    | 26 de junio |
| Victoriano Arenas  | 3 - 5 | Luz y Fuerza          | La Estancia          | 26 de junio |

| Defensores de Almagro | 1 - 1 | Macabi             | Concepción Arenal      | 3 de julio |
| Deportivo Paraguayo   | 2 - 4 | Victoriano Arenas  | Caseros y Almafuerte   | 3 de julio |
| General Mitre         | 4 - 2 | Tristán Suárez     | Timote y Castro        | 3 de julio |
| General San Martín    | 2 - 1 | Juventud de Bernal | Lacarra y Barros Pazos | 3 de julio |
| Luz y Fuerza          | 2 - 2 | General Lamadrid   | De Los Inmigrantes     | 3 de julio |

| General Lamadrid   | 5 - 3 | Deportivo Paraguayo   | General Lamadrid     | 10 de julio |
| Juventud de Bernal | 1 - 0 | Luz y Fuerza          | Caseros y Almafuerte | 10 de julio |
| Macabi             | 1 - 4 | Piraña                | Pampa y Miñones      | 10 de julio |
| Tristán Suárez     | 2 - 0 | General San Martín    | Moreno y Fariña      | 10 de julio |
| Victoriano Arenas  | 2 - 1 | Defensores de Almagro | Saturnino Moure      | 10 de julio |

| Defensores de Almagro | 2 - 5 | General Lamadrid   | Villa Sahores        | 17 de julio |
| Deportivo Paraguayo   | 1 - 4 | Juventud de Bernal | Argentino de Quilmes | 17 de julio |
| General San Martín    | 0 - 2 | General Mitre      | Timote y Castro      | 17 de julio |
| Luz y Fuerza          | 4 - 1 | Tristán Suárez     | De Los Inmigrantes   | 17 de julio |
| Piraña                | 3 - 1 | Victoriano Arenas  | Riestra y Lacarra    | 17 de julio |

| Defensores de Almagro | 3 - 1 | Juventud de Bernal | Concepción Arenal    | 24 de julio |
| Deportivo Paraguayo   | 2 - 3 | Tristán Suárez     | Caseros y Almafuerte | 24 de julio |
| Luz y Fuerza          | 0 - 1 | General Mitre      | Isla Maciel          | 24 de julio |
| Macabi                | 3 - 2 | Victoriano Arenas  | Pampa y Miñones      | 24 de julio |
| Piraña                | 5 - 2 | General Lamadrid   | La Estancia          | 24 de julio |

| General Lamadrid   | 0 - 1 | Macabi                | General Lamadrid     | 31 de julio |
| General Mitre      | 3 - 1 | Deportivo Paraguayo   | De Los Inmigrantes   | 31 de julio |
| General San Martín | 0 - 3 | Luz y Fuerza          | Timote y Castro      | 31 de julio |
| Juventud de Bernal | 2 - 2 | Piraña                | Caseros y Almafuerte | 31 de julio |
| Tristán Suárez     | 3 - 1 | Defensores de Almagro | Moreno y Fariña      | 31 de julio |

| Defensores de Almagro | 0 - 4 | General Mitre      | Concepción Arenal    | 7 de agosto |
| Deportivo Paraguayo   | 2 - 1 | General San Martín | Caseros y Almafuerte | 7 de agosto |
| Macabi                | 4 - 1 | Juventud de Bernal | Pampa y Miñones      | 7 de agosto |
| Piraña                | 1 - 3 | Tristán Suárez     | General Lamadrid     | 7 de agosto |
| Victoriano Arenas     | 2 - 1 | General Lamadrid   | La Estancia          | 7 de agosto |

| General Mitre      | 1 - 2 | Piraña                | El Viaducto          | 14 de agosto |
| General San Martín | 3 - 3 | Defensores de Almagro | Timote y Castro      | 14 de agosto |
| Juventud de Bernal | 6 - 2 | Victoriano Arenas     | Caseros y Almafuerte | 14 de agosto |
| Luz y Fuerza       | 3 - 0 | Deportivo Paraguayo   | Luz y Fuerza         | 14 de agosto |
| Tristán Suárez     | 3 - 3 | Macabi                | Moreno y Fariña      | 14 de agosto |

| Defensores de Almagro | 2 - 2 | Luz y Fuerza       | Concepción Arenal  | 21 de agosto |
| General Lamadrid      | 2 - 1 | Juventud de Bernal | General Lamadrid   | 21 de agosto |
| Macabi                | 3 - 2 | General Mitre      | Pampa y Miñones    | 21 de agosto |
| Piraña                | 6 - 1 | General San Martín | Nueva Chicago      | 21 de agosto |
| Victoriano Arenas     | 2 - 1 | Tristán Suárez     | De Los Inmigrantes | 21 de agosto |

| Deportivo Paraguayo | 1 - 2 | Defensores de Almagro | Caseros y Almafuerte | 28 de agosto |
| General Mitre       | 0 - 1 | Victoriano Arenas     | El Viaducto          | 28 de agosto |
| General San Martín  | 1 - 0 | Macabi                | Atlanta              | 28 de agosto |
| Luz y Fuerza        | 2 - 2 | Piraña                | La Estancia          | 28 de agosto |
| Tristán Suárez      | 4 - 2 | General Lamadrid      | Moreno y Fariña      | 28 de agosto |

| General Lamadrid   | 0 - 0 | General Mitre       | General Lamadrid     | 4 de septiembre |
| Juventud de Bernal | 1 - 1 | Tristán Suárez      | Caseros y Almafuerte | 4 de septiembre |
| Macabi             | 1 - 1 | Luz y Fuerza        | Pampa y Miñones      | 4 de septiembre |
| Piraña             | 2 - 0 | Deportivo Paraguayo | Timote y Castro      | 4 de septiembre |
| Victoriano Arenas  | 2 - 0 | General San Martín  | De Los Inmigrantes   | 4 de septiembre |

| Defensores de Almagro | 0 - 3 | Piraña             | Concepción Arenal    | 11 de septiembre |
| Deportivo Paraguayo   | 2 - 4 | Macabi             | Caseros y Almafuerte | 11 de septiembre |
| General Mitre         | 3 - 2 | Juventud de Bernal | El Viaducto          | 11 de septiembre |
| General San Martín    | 4 - 5 | General Lamadrid   | Kelsey y Bonifacini  | 11 de septiembre |
| Luz y Fuerza          | 2 - 1 | Victoriano Arenas  | Nueva Chicago        | 11 de septiembre |

| Juventud de Bernal | 7 - 1 | General San Martín    | Caseros y Almafuerte | 18 de septiembre |
| Tristán Suárez     | 0 - 0 | General Mitre         | Moreno y Fariña      | 18 de septiembre |
| Victoriano Arenas  | 3 - 0 | Deportivo Paraguayo   | Saturnino Moure      | 18 de septiembre |
| General Lamadrid   | 0 - 3 | Luz y Fuerza          | Luz y Fuerza         | 25 de septiembre |
| Macabi             | 1 - 0 | Defensores de Almagro | Pampa y Miñones      | 25 de septiembre |

| Defensores de Almagro | 1 - 1 | Victoriano Arenas  | Concepción Arenal    | 2 de octubre |
| Deportivo Paraguayo   | 2 - 2 | General Lamadrid   | Caseros y Almafuerte | 2 de octubre |
| General San Martín    | 0 - 2 | Tristán Suárez     | Kelsey y Bonifacini  | 2 de octubre |
| Luz y Fuerza          | 2 - 0 | Juventud de Bernal | De Los Inmigrantes   | 2 de octubre |
| Piraña                | 6 - 0 | Macabi             | Alfredo Beranger     | 2 de octubre |

| General Lamadrid   | 2 - 2 | Defensores de Almagro | General Lamadrid     | 9 de octubre |
| General Mitre      | 8 - 1 | General San Martín    | El Viaducto          | 9 de octubre |
| Juventud de Bernal | 3 - 8 | Deportivo Paraguayo   | Caseros y Almafuerte | 9 de octubre |
| Tristán Suárez     | 3 - 1 | Luz y Fuerza          | Moreno y Fariña      | 9 de octubre |
| Victoriano Arenas  | 1 - 4 | Piraña                | La Estancia          | 9 de octubre |

### Zona Norte
| 9 de Julio               | 0 - 2 | La Paternal         | Ciudad de Libertad       | 15 de mayo |
| Acassuso                 | 1 - 2 | Atlas               | Guido y Spano            | 15 de mayo |
| Centro Español           | 1 - 0 | Juventud Unida      | Güemes y Rivadavia       | 15 de mayo |
| Defensores de Corrientes | 3 - 2 | Ferrocarril Midland | Central Argentino        | 15 de mayo |
| Ituzaingó                | 2 - 2 | Central Argentino   | Pacheco y Mariano Acosta | 15 de mayo |

| Atlas               | 1 - 3 | Centro Español           | Malaver y Posadas     | 23 de mayo |
| Central Argentino   | 2 - 0 | 9 de Julio               | Central Argentino     | 23 de mayo |
| Ferrocarril Midland | 4 - 4 | Acassuso                 | Ciudad de Libertad    | 23 de mayo |
| Juventud Unida      | 3 - 1 | Ituzaingó                | Sarmiento y Azcuénaga | 23 de mayo |
| La Paternal         | 2 - 1 | Defensores de Corrientes | Kelsey y Bonifacini   | 23 de mayo |

| Acassuso          | 0 - 0 | Defensores de Corrientes | Guido y Spano            | 30 de mayo |
| Central Argentino | 0 - 1 | La Paternal              | Central Argentino        | 30 de mayo |
| Centro Español    | 1 - 1 | Ferrocarril Midland      | Güemes y Rivadavia       | 30 de mayo |
| Ituzaingó         | 4 - 1 | Atlas                    | Pacheco y Mariano Acosta | 30 de mayo |
| 9 de Julio        | 0 - 6 | Juventud Unida           | Ciudad de Libertad       | 30 de mayo |

| Atlas                    | 2 - 2   | 9 de Julio        | Malaver y Posadas     | 5 de junio |
| Defensores de Corrientes | 1 - 3   | Centro Español    | Central Argentino     | 5 de junio |
| Juventud Unida           | 0 - 2   | Central Argentino | Sarmiento y Azcuénaga | 5 de junio |
| La Paternal              | 1 - 2   | Acassuso          | Kelsey y Bonifacini   | 5 de junio |
| Ferrocarril Midland      | GP - PP | Ituzaingó         | Ciudad de Libertad    | 5 de junio |

| Central Argentino | 5 - 0   | Atlas                    | Central Argentino        | 12 de junio |
| Centro Español    | 0 - 3   | Acassuso                 | Güemes y Rivadavia       | 12 de junio |
| Juventud Unida    | 2 - 2   | La Paternal              | Sarmiento y Azcuénaga    | 12 de junio |
| 9 de Julio        | 0 - 5   | Ferrocarril Midland      | Francisco Urbano         | 12 de junio |
| Ituzaingó         | PP - GP | Defensores de Corrientes | Pacheco y Mariano Acosta | 12 de junio |

| Acassuso                 | 2 - 2 | Ituzaingó         | Defensores de Belgrano | 19 de junio |
| Atlas                    | 1 - 5 | Juventud Unida    | Malaver y Posadas      | 19 de junio |
| Defensores de Corrientes | 4 - 0 | 9 de Julio        | Central Argentino      | 19 de junio |
| Ferrocarril Midland      | 7 - 0 | Central Argentino | Ciudad de Libertad     | 19 de junio |
| La Paternal              | 0 - 5 | Centro Español    | Kelsey y Bonifacini    | 19 de junio |

| Atlas             | 0 - 2 | La Paternal              | Malaver y Posadas        | 26 de junio |
| Central Argentino | 3 - 0 | Defensores de Corrientes | Central Argentino        | 26 de junio |
| Juventud Unida    | 1 - 2 | Ferrocarril Midland      | Sarmiento y Azcuénaga    | 26 de junio |
| Ituzaingó         | 0 - 1 | Centro Español           | Pacheco y Mariano Acosta | 26 de junio |
| 9 de Julio        | 2 - 5 | Acassuso                 | Ciudad de Libertad       | 26 de junio |

| Acassuso                 | 5 - 0 | Central Argentino | Sarmiento y Azcuénaga | 3 de julio |
| Centro Español           | 7 - 0 | 9 de Julio        | Güemes y Rivadavia    | 3 de julio |
| Defensores de Corrientes | 1 - 4 | Juventud Unida    | Central Argentino     | 3 de julio |
| Ferrocarril Midland      | 3 - 0 | Atlas             | Ciudad de Libertad    | 3 de julio |
| La Paternal              | 5 - 3 | Ituzaingó         | Kelsey y Bonifacini   | 3 de julio |

| Atlas             | 3 - 0 | Defensores de Corrientes | Malaver y Posadas     | 9 de julio  |
| 9 de Julio        | 2 - 3 | Ituzaingó                | Ciudad de Libertad    | 10 de julio |
| Central Argentino | 3 - 2 | Centro Español           | Central Argentino     | 10 de julio |
| Juventud Unida    | 4 - 2 | Acassuso                 | Sarmiento y Azcuénaga | 10 de julio |
| La Paternal       | 1 - 1 | Ferrocarril Midland      | Kelsey y Bonifacini   | 10 de julio |

| Atlas               | 0 - 2 | Acassuso                 | Güemes y Rivadavia    | 17 de julio |
| Central Argentino   | 0 - 0 | Ituzaingó                | Central Argentino     | 17 de julio |
| Ferrocarril Midland | 6 - 0 | Defensores de Corrientes | Ciudad de Libertad    | 17 de julio |
| Juventud Unida      | 4 - 1 | Centro Español           | Sarmiento y Azcuénaga | 17 de julio |
| La Paternal         | 5 - 0 | 9 de Julio               | All Boys              | 17 de julio |

| Acassuso                 | 0 - 0  | Ferrocarril Midland | Guido y Spano            | 24 de julio |
| Centro Español           | 3 - 0  | Atlas               | Güemes y Rivadavia       | 24 de julio |
| Defensores de Corrientes | 2 - 2  | La Paternal         | Central Argentino        | 24 de julio |
| Ituzaingó                | 3 - 1  | Juventud Unida      | Pacheco y Mariano Acosta | 24 de julio |
| 9 de Julio               | 0 - 11 | Central Argentino   | Ciudad de Libertad       | 24 de julio |

| Atlas                    | 1 - 1 | Ituzaingó         | Güemes y Rivadavia    | 31 de julio |
| Ferrocarril Midland      | 0 - 2 | Centro Español    | Ciudad de Libertad    | 31 de julio |
| Juventud Unida           | 5 - 0 | 9 de Julio        | Sarmiento y Azcuénaga | 31 de julio |
| La Paternal              | 2 - 1 | Central Argentino | All Boys              | 31 de julio |
| Defensores de Corrientes | 1 - 0 | Acassuso          | Central Argentino     | 7 de agosto |

| Acassuso          | 4 - 0 | La Paternal              | Defensores de Belgrano   | 14 de agosto |
| Central Argentino | 2 - 2 | Juventud Unida           | Central Argentino        | 14 de agosto |
| Centro Español    | 4 - 2 | Defensores de Corrientes | Güemes y Rivadavia       | 14 de agosto |
| Ituzaingó         | 0 - 1 | Ferrocarril Midland      | Pacheco y Mariano Acosta | 14 de agosto |
| 9 de Julio        | 1 - 4 | Atlas                    | Ciudad de Libertad       | 14 de agosto |

| Acassuso                 | 0 - 0 | Centro Español    | Guido y Spano      | 21 de agosto |
| Atlas                    | 2 - 3 | Central Argentino | Atlanta            | 21 de agosto |
| Defensores de Corrientes | 2 - 3 | Ituzaingó         | Central Argentino  | 21 de agosto |
| Ferrocarril Midland      | 6 - 0 | 9 de Julio        | Ciudad de Libertad | 21 de agosto |
| La Paternal              | 2 - 1 | Juventud Unida    | All Boys           | 21 de agosto |

| Central Argentino | 1 - 1 | Ferrocarril Midland      | Central Argentino        | 28 de agosto |
| Centro Español    | 1 - 1 | La Paternal              | Güemes y Rivadavia       | 28 de agosto |
| Juventud Unida    | 2 - 0 | Atlas                    | Sarmiento y Azcuénaga    | 28 de agosto |
| Ituzaingó         | 2 - 1 | Acassuso                 | Pacheco y Mariano Acosta | 28 de agosto |
| 9 de Julio        | 3 - 2 | Defensores de Corrientes | Ciudad de Libertad       | 28 de agosto |

| Centro Español           | 6 - 2 | Ituzaingó         | Güemes y Rivadavia    | 4 de septiembre |
| Defensores de Corrientes | 2 - 1 | Central Argentino | Sarmiento y Azcuénaga | 4 de septiembre |
| Ferrocarril Midland      | 4 - 1 | Juventud Unida    | Ciudad de Libertad    | 4 de septiembre |
| La Paternal              | 2 - 0 | Atlas             | All Boys              | 4 de septiembre |
| Acassuso                 | 6 - 0 | 9 de Julio        | Guido y Spano         | 4 de septiembre |

| Atlas             | 0 - 2 | Ferrocarril Midland      | Güemes y Rivadavia       | 11 de septiembre |
| Central Argentino | 1 - 1 | Acassuso                 | Central Argentino        | 11 de septiembre |
| Juventud Unida    | 2 - 2 | Defensores de Corrientes | Sarmiento y Azcuénaga    | 11 de septiembre |
| Ituzaingó         | 0 - 2 | La Paternal              | Pacheco y Mariano Acosta | 11 de septiembre |
| 9 de Julio        | 3 - 4 | Centro Español           | Ciudad de Libertad       | 11 de septiembre |

| Centro Español           | 6 - 0 | Central Argentino | Güemes y Rivadavia       | 18 de septiembre |
| Ferrocarril Midland      | 6 - 3 | La Paternal       | Ciudad de Libertad       | 18 de septiembre |
| Ituzaingó                | 3 - 2 | 9 de Julio        | Pacheco y Mariano Acosta | 18 de septiembre |
| Acassuso                 | 1 - 3 | Juventud Unida    | Guido y Spano            | 25 de septiembre |
| Defensores de Corrientes | 4 - 1 | Atlas             | Central Argentino        | 25 de septiembre |

## Torneo Octogonal

### Tabla de posiciones
| Pos. | Equipo              | Pts. | PJ | PG | PE | PP | GF | GC | Dif. |
| ---- | ------------------- | ---- | -- | -- | -- | -- | -- | -- | ---- |
| 1.º  | Centro Español      | 11   | 7  | 4  | 3  | 0  | 14 | 6  | 8    |
| 2.º  | General Mitre       | 11   | 7  | 4  | 3  | 0  | 21 | 7  | 14   |
| 3.º  | Piraña              | 11   | 7  | 5  | 1  | 1  | 13 | 6  | 7    |
| 4.º  | Juventud Unida      | 6    | 7  | 2  | 2  | 3  | 9  | 15 | −6   |
| 5.º  | Tristán Suárez      | 5    | 7  | 2  | 1  | 4  | 8  | 15 | −7   |
| 6.º  | Luz y Fuerza        | 4    | 7  | 2  | 0  | 5  | 11 | 14 | −3   |
| 7.º  | Ferrocarril Midland | 4    | 7  | 1  | 2  | 4  | 9  | 13 | −4   |
| 8.º  | La Paternal         | 4    | 7  | 2  | 0  | 5  | 10 | 19 | −9   |

|  | Disputaron un desempate para determinar al campeón |

### Resultados
| Centro Español      | 4 - 1 | Luz y Fuerza   | Médanos y Boyacá   | 23 de octubre |
| Ferrocarril Midland | 1 - 3 | La Paternal    | Francisco Urbano   | 23 de octubre |
| General Mitre       | 6 - 2 | Juventud Unida | Ferro Carril Oeste | 23 de octubre |
| Tristán Suárez      | 0 - 3 | Piraña         | La Estancia        | 23 de octubre |

| Ferrocarril Midland | 1 - 1 | General Mitre  | Ferro Carril Oeste | 30 de octubre |
| La Paternal         | 1 - 4 | Tristán Suárez | Tres de Febrero    | 30 de octubre |
| Luz y Fuerza        | 0 - 1 | Juventud Unida | Comunicaciones     | 30 de octubre |
| Piraña              | 0 - 1 | Centro Español | Pampa y Miñones    | 30 de octubre |

| Centro Español | 3 - 1 | La Paternal         | Médanos y Boyacá   | 6 de noviembre |
| General Mitre  | 4 - 1 | Luz y Fuerza        | Doble Visera       | 6 de noviembre |
| Juventud Unida | 0 - 1 | Piraña              | De Los Inmigrantes | 6 de noviembre |
| Tristán Suárez | 2 - 1 | Ferrocarril Midland | Nueva Chicago      | 6 de noviembre |

| Ferrocarril Midland | 1 - 1 | Centro Español | Nueva Chicago   | 13 de noviembre |
| La Paternal         | 4 - 1 | Juventud Unida | All Boys        | 13 de noviembre |
| Piraña              | 3 - 1 | Luz y Fuerza   | El Palacio      | 13 de noviembre |
| Tristán Suárez      | 0 - 2 | General Mitre  | Timote y Castro | 13 de noviembre |

| Centro Español | 2 - 0 | Tristán Suárez      | Francisco Urbano | 20 de noviembre |
| General Mitre  | 1 - 1 | Piraña              | La Estancia      | 20 de noviembre |
| Juventud Unida | 2 - 1 | Ferrocarril Midland | Estudiantes (BA) | 20 de noviembre |
| Luz y Fuerza   | 3 - 0 | La Paternal         | El Viaducto      | 20 de noviembre |

| Centro Español      | 2 - 2 | General Mitre  | Defensores de Belgrano | 27 de noviembre |
| Ferrocarril Midland | 2 - 1 | Luz y Fuerza   | Médanos y Boyacá       | 27 de noviembre |
| La Paternal         | 1 - 2 | Piraña         | All Boys               | 27 de noviembre |
| Tristán Suárez      | 2 - 2 | Juventud Unida | Alfredo Beranger       | 27 de noviembre |

| General Mitre  | 5 - 0 | La Paternal         | Isla Maciel        | 5 de diciembre |
| Luz y Fuerza   | 4 - 0 | Tristán Suárez      | La Estancia        | 5 de diciembre |
| Piraña         | 3 - 2 | Ferrocarril Midland | Ferro Carril Oeste | 5 de diciembre |
| Juventud Unida | 1 - 1 | Centro Español      | Médanos y Boyacá   | 5 de diciembre |

### Desempate

#### Tabla de posiciones
| Pos. | Equipo         | Pts. | PJ | PG | PE | PP | GF | GC | Dif. |
| ---- | -------------- | ---- | -- | -- | -- | -- | -- | -- | ---- |
| 1.º  | General Mitre  | 4    | 2  | 2  | 0  | 0  | 6  | 2  | 4    |
| 2.º  | Piraña         | 2    | 2  | 1  | 0  | 1  | 6  | 5  | 1    |
| 3.º  | Centro Español | 0    | 2  | 0  | 0  | 2  | 2  | 7  | −5   |

|  | Se consagró campeón y ascendió a la Primera C |

#### Resultados
| 11 de diciembre de 1965, 18:00 | Centro Español | 0:3 | General Mitre                               | El Gasómetro, Buenos Aires |                           |
|                                |                |     | J.C. López 17' · Piccolo 37' · Marascio 88' | Árbitro(s): Luis Barberio  | Árbitro(s): Luis Barberio |

| 18 de diciembre de 1965, 21:00 | Piraña                                                        | 4:2 | Centro Español         | La Bombonera, Buenos Aires |                         |
|                                | Asselborns 53' · Yazalde 72' · Soria (e/c) 77' · Vianello 89' |     | Hoyos 11' · Buceta 51' | Árbitro(s): Aldo Oviedo    | Árbitro(s): Aldo Oviedo |

| 23 de diciembre de 1965, 21:00 | General Mitre                                  | 3:2 | Piraña                         | Atlanta, Buenos Aires   |                         |
|                                | J.C. López 49' · Nador (e/c) 52' · Pensado 61' |     | Yazalde 36' · Yavico (e/c) 85' | Árbitro(s): Aldo Oviedo | Árbitro(s): Aldo Oviedo |